# Distantobelus comatus
Distantobelus comatus är en insektsart som beskrevs av Capener 1968. Distantobelus comatus ingår i släktet Distantobelus och familjen hornstritar. Inga underarter finns listade i Catalogue of Life.